# ホンダ・CBR250FOUR

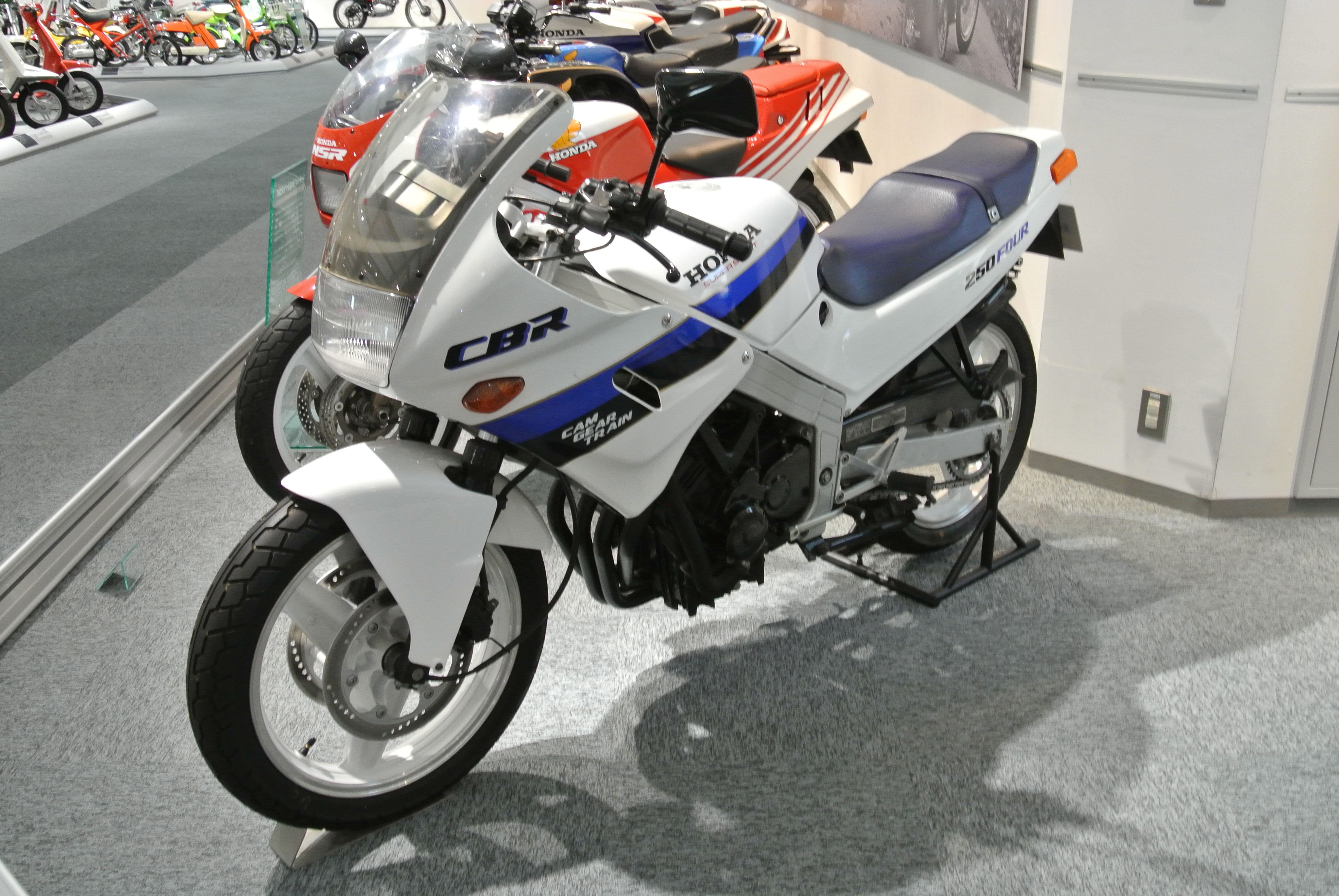
CBR250FOUR
ホンダコレクションホール所蔵車

CBR250FOUR（シービーアールにひゃくごじゅうふぉあ）は、本田技研工業が1986年から1987年に製造販売した、同社のCBRシリーズに属し排気量が250ccクラスのオートバイである。型式名MC14。CBRシリーズ初の排気量250ccクラスモデルである。

## 概要
開発の経緯
1980年代初頭のバイクブーム最盛期に400㏄クラスでは4ストローク並列4気筒エンジン搭載モデルがブームとなり、国内主要4社の本田技研工業がCBX400F、ヤマハ発動機がXJ400シリーズ、スズキ自動車工業がGSX400Fシリーズ、川崎重工業がZ400FX/Z400GPを製造販売し、人気となっていた。
一方で250㏄クラスはそれまで常套とされてい400ccクラスとのフレーム・車体の共用設計をやめ、CB250RS・VT250・RZ250・RG250・Z250FTなどの専用設計モデルを開発販売された。しかしこれらは2ストロークエンジンもしくは4ストロークエンジンを搭載するものの単気筒・2気筒エンジンが主流であった。
そんな中で『250㏄クラスでも4気筒を』という声も大きくなり、1983年3月にスズキが水冷4ストローク2バルブDOHC4気筒エンジンを搭載したGS250FWを、さらに1985年3月にはヤマハ発動機がFZ250 PHAZERを発売。いわゆるクォーターマルチがブームとなったことから開発されたのが本モデルである。

### 車両解説・スペック
車体は先発となったGS250FW・FZ250 PHAZERと同様にハーフカウルを装着するスーパースポーツであり、全長x全幅x全高：2,000x685x1,120（mm）・ホイールベース1,370mm・最低地上高140mm・シート高750mm・最小回転半径2.6mとされた。また燃料タンク容量は14L、車重は乾燥138㎏/装備153㎏である。
アルミニウム製ツインチューブダイヤモンド式フレームに搭載されるMC14E型水冷4ストローク4バルブDOHC4気筒エンジンは、内径x行程：48.5x33.8（mm）・排気量249㏄・圧縮比11.0・エンジンオイル容量2.7L・フルトランジスタ点火装置・セルフ式始動装置により最高出力45ps/14,500rpm・最大トルク2.5kg-m/10,500rpmのスペックを発揮するが、最大の特徴は高回転時の安定性と耐久性の見地からカムシャフトをギア駆動するカムギアトレーンを採用した点にある。さらにクロムモリブデン鋼浸炭コンロッドなど往復運動部品の軽量化を徹底追求し、4連キャブレターから燃焼室までの吸気経路をほぼ一直線とした設計や大径弁も採用した。また変速機は湿式多板コイルスプリング式クラッチによる常時噛合式6段マニュアルトランスミッションを搭載する。
サスペンションは、フロントが円筒空気ばね併用テレスコピック、リヤがプロリンク式スイングアームで、100/80-17（前）・130/70-17（後）バイアスタイヤを新設計されたS字断面スポークのアルミ製キャストホイールに装着。
キャスター角26°・トレール量97mmとし、ブレーキは前輪を2ピストン油圧式ダブルディスク、後輪を機械式リーディングトレーリングとした。

## 遍歴
1986年4月21日発表 同月25日発売
日本国内年間販売目標28,000台 標準現金価格549,000円
1986年7月10日発表
以下の特別仕様を施したスペシャルエディションを2,000台限定ならびに標準現金価格559,000円で同月11日追加発売
- アンダーカウルを標準装備
- アルミ風サチライトカバードマフラーを採用
- キャンディアリューシャンブルーの特別車体色
- 車体側面にスペシャルエディションデカールを貼付

1987年
生産終了

## その後
クォーターマルチブームはさらに過熱し、本来はレーサーが存在しない4ストローク250㏄クラスでもレプリカがブームとなり、本モデルに追加する形で1987年にはフルカウルを装備するMC17型CBR250Rを発売。しばらくは本モデルも併売されたが間もなく生産終了となった。またヤマハ発動機・スズキ自動車工業もブームに対して早い対応をしており、本モデル同様にフルカウル装備レプリカのFZR250・GSX-R250を発売し、以後は早い周期でもモデルチェンジを繰り返す様相となった。
一方でMC14E型エンジンは上述したMC17型以降も以下のモデルに引き続きキャリーオーバーされ続け、平成10年自動車排出ガス規制に適合するBA-MC31型ホーネット250の生産期限となる2007年8月31日まで生産された。
MC14E型エンジンを搭載するモデル
- MC17型CBR250R：1987年 - 1988年
- MC19型CBR250R：1988年 - 1990年
- MC22型CBR250RR：1990年 - 2000年
- MC23型ジェイド[注 10]：1991年 - 1996年
- MC31型ホーネット250[注 10]：1996年 - 2007年